# Tadschikisches Teehaus Klagenfurt

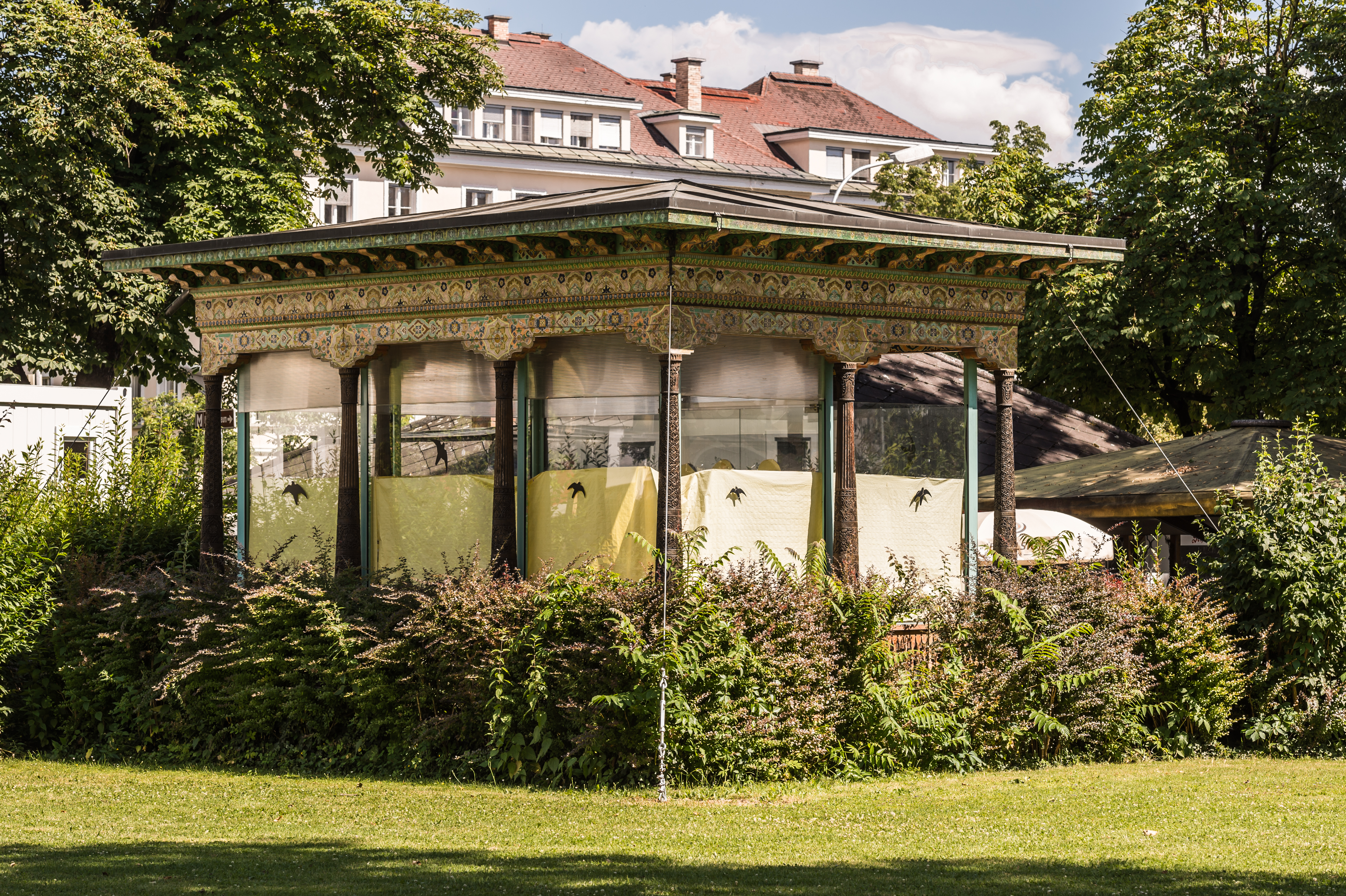
Das Tadschikische Teehaus 2016

Das Tadschikische Teehaus in Klagenfurt am Wörthersee ist ein Geschenk von Duschanbe (damals Hauptstadt der Tadschikischen SSR) an seine Partnerstadt. Es befand sich seit 1989 im Park der Freiwilligen Schützen gegenüber dem Konzerthaus, 2023 wurde die Verlegung ins Minimundus beschlossen. Das Gebäude ist eine sogenannte Tschoichona (tadschikisch Чойхона, vgl. persisch چایخانه, DMG čājxāne = „Teehaus“).

## Entwicklung
Teehäuser kamen in Zentralasien ab dem siebenten Jahrhundert durch den Einfluss der chinesischen Tang-Dynastie auf. Diese konnte nach ihrem Sieg über die Kök-Türken ihren Einfluss nach Westen ausbreiten und so Tee und andere Güter über die Seidenstraße verhandeln. In größeren Siedlungen Tadschikistans und Usbekistans hatte traditionell jedes „Stadtviertel“ (Mahalla) von 30 bis 60 Häusern eine gemeinsame Moschee und ein Teehaus als Zentren des sozialen Lebens. Die Architektur dieser Häuser ist in ganz Zentralasien und auch bei dem Klagenfurter Exemplar relativ einheitlich. Es handelt sich um pavillonartige, von Säulen getragene Bauten mit feingliedrigen Schnitzverzierungen. Insbesondere Gebälk und Decke sind sehr bunt bemalt. Die Motive von Schnitzerei und Bemalung zeigen den chinesischen Einfluss. Meist sind die Teehäuser noch von einer Terrasse umgeben.
Seit 1973 existiert auf Betreiben des damaligen Bürgermeisters Leopold Guggenberger eine Städtepartnerschaft zwischen Klagenfurt und der tadschikischen Hauptstadt Duschanbe. Vor allem mit der zunehmenden Öffnung der Sowjetunion in den 1980er-Jahren setzte ein gewisser Austausch zwischen den Städten ein, so besuchte etwa der Chor des BRG Viktring das zentralasiatische Land. Als Duschanbe 1989 von einem Erdbeben getroffen wurde organisierte die Stadt Klagenfurt eine Hilfsaktion und erhielt als Dankeschön ein landestypisches Teehaus. Dieses wurde im Park der freiwilligen Schützen gegenüber dem Konzerthaus aufgestellt. Zum Zeitpunkt seiner Errichtung war der Bau in Westeuropa einzigartig. Zuletzt wurde das Teehaus vom Betreiber einer nahegelegenen Gaststätte mitbetreut, diese stellte jedoch im Oktober 2021 aufgrund eines Rechtsstreits mit der Stadt den Betrieb ein, das Teehaus wurde infolge durch Vandalismus beschädigt. Die Scheiben wurden eingeschlagen, wertvolle Teppiche in Altkleidercontainer gestopft und ein Brand zu legen versucht. Anlässlich des 50-jährigen Bestehens der Städtepartnerschaft besuchte der tadschikische Botschafter in Österreich das Teehaus und zeigte sich wenig erfreut über seinen Zustand. Im Juli 2023 wurde die Verlegung des Bauwerks in das Minimundus beschlossen, von dessen Werkstätte das Teehaus professionell restauriert werden soll.

Galerie
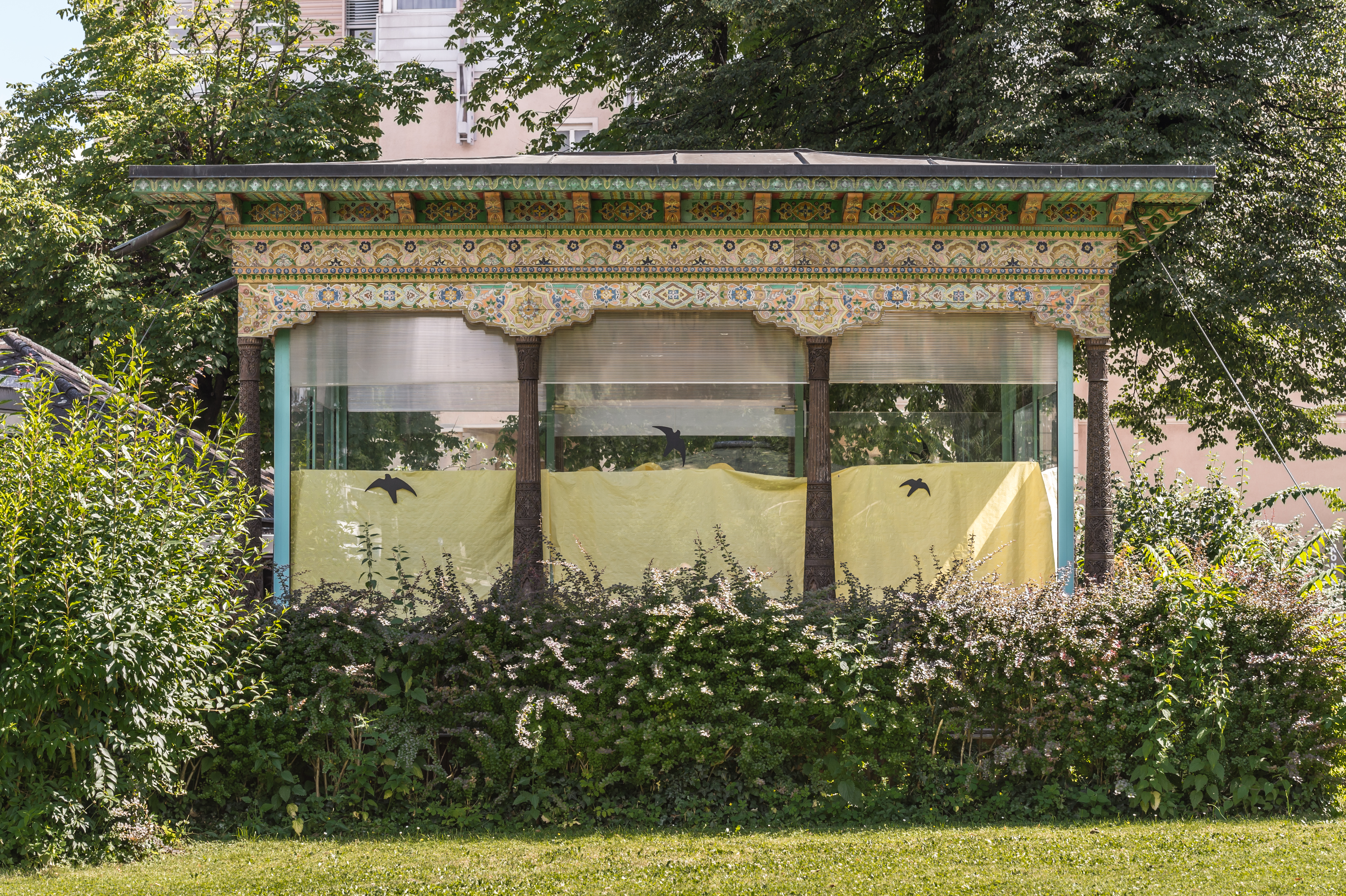
Ansicht der Rückseite
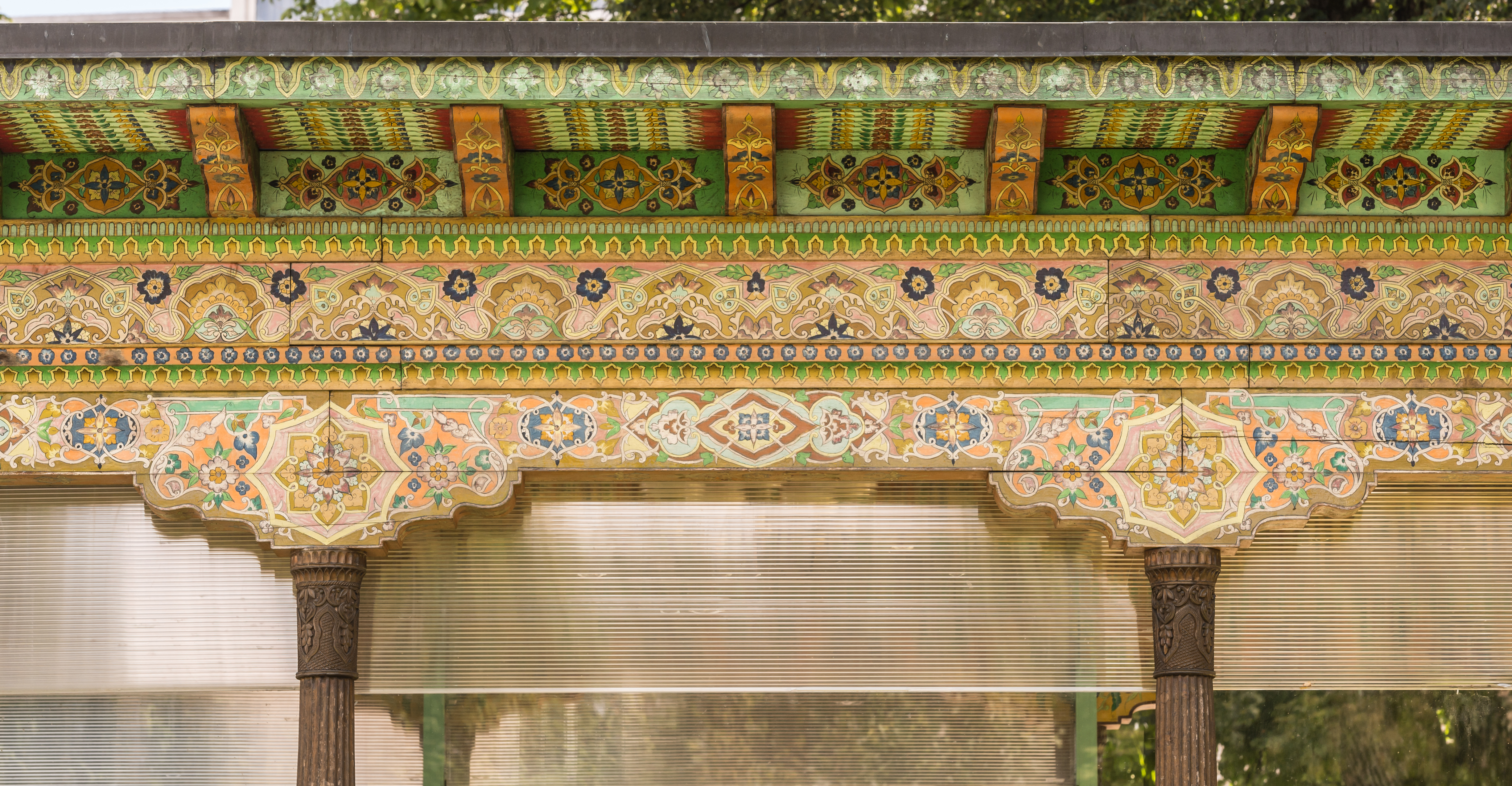
Gebälk
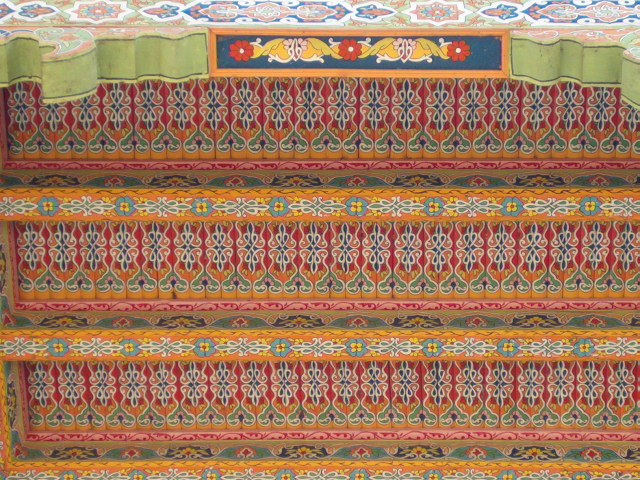
Decke innen
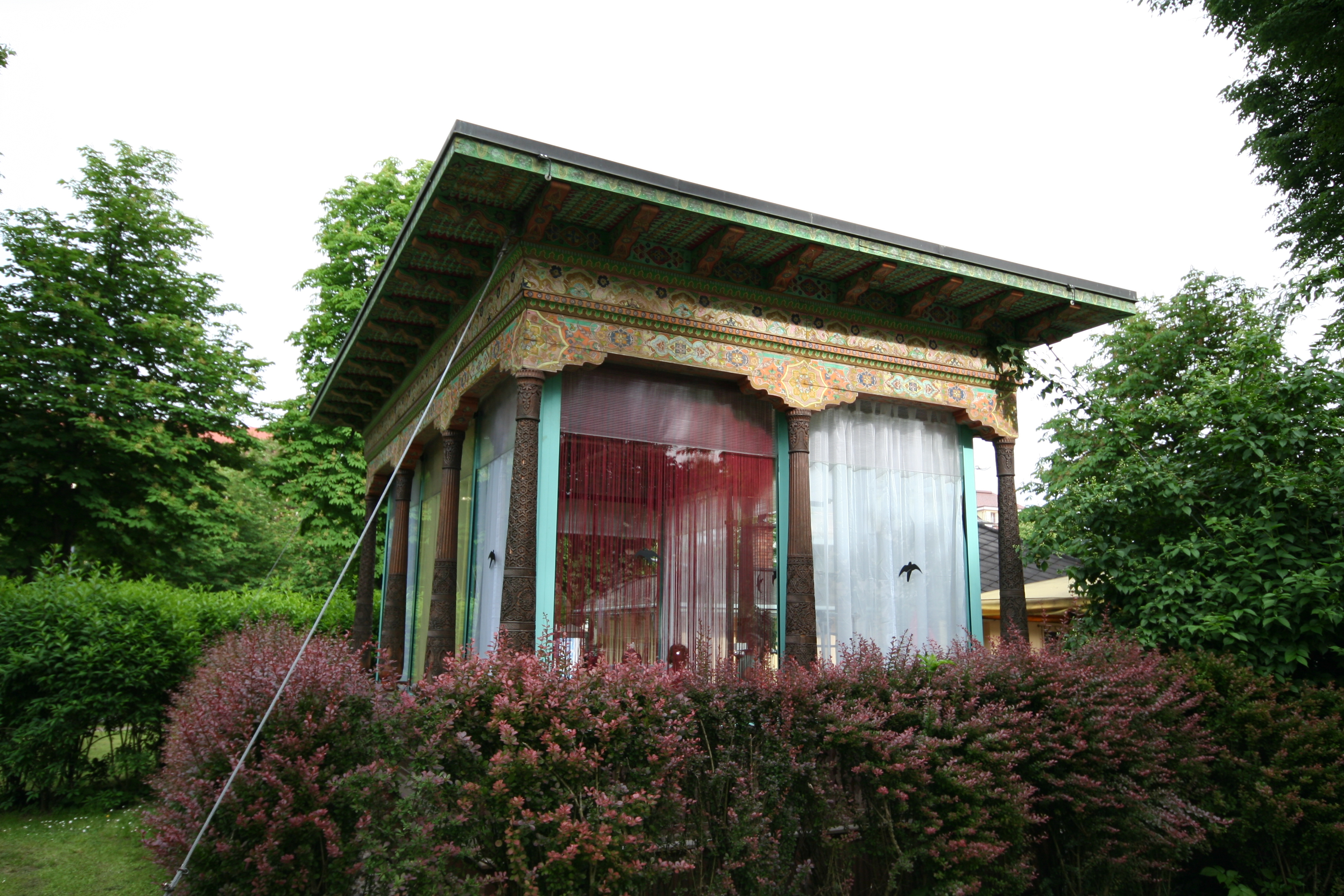
Schrägansicht